# Trzy wojny
Trzy wojny (chiń. 三战 lub 三种战法; pinyin Sān zhǒng zhàn fǎ) – oficjalna strategia wojny politycznej i informacyjnej, niekinetycznej Chińskiej Armii Ludowo-Wyzwoleńczej (PLA), wykorzystująca wojnę medialną lub opinii publicznej, wojnę psychologiczną i wojnę prawną. „Trzy wojny” zostały ogłoszone w regulaminie PLA w 2003 roku.

## Historia
Uważa się, że trzy wojny zostały zainspirowane książką Sztuka wojny Sun Zi, a w szczególności jego ideą zwycięstwa bez walki. Laura Jackson, amerykańska ekspertka ds. Chin, stwierdziła, że celem trzech wojen jest „podważenie międzynarodowych instytucji, zmiana granic i podważenie globalnych mediów, a wszystko to bez oddania ani jednego strzału”.
Doktryna ta została zatwierdzona przez Komitet Centralny Komunistycznej Partii Chin (KPCh) i Centralną Komisję Wojskową w grudniu 2003 r. w celu ukierunkowania działań politycznych i informacyjnych Chińskiej Armii Ludowo-Wyzwoleńczej. Rozdział 2, sekcja 18 „Przepisów dotyczących pracy politycznej Chińskiej Armii Ludowo-Wyzwoleńczej” określa trzy rodzaje wojny oraz inne zadania polityczne. Trzy rodzaje wojny, które wchodzą w zakres „pracy politycznej w czasie wojny”, to wojna opinii publicznej, wojna psychologiczna i wojna prawna. Chiny również włączyły trzy rodzaje wojny w pracach lokalnych rządów i instytucji.